# Canoa polinesiana

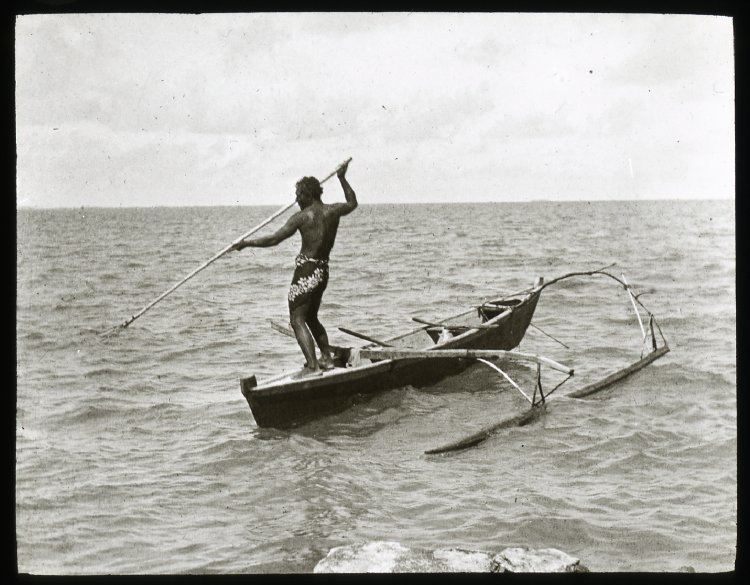
Una canoa a bilanciere

La canoa polinesiana o canoa a bilanciere (in antico polinesiano: *waka, da cui māori: waka, tahitiano: va‘a, hawaiano: waʻa, rapanui: vaka, etc.; in inglese: outrigger canoe) è il tipo di canoa tradizionale dei popoli dell'Oceania, ma molto diffusa anche nell'oceano Indiano. È caratterizzata da un galleggiante laterale, detto bilanciere, collegato allo scafo da un certo numero di traverse. Ha avuto un ruolo determinante nella grande migrazione che da Samoa raggiunse Micronesia, Melanesia e Polinesia, e in generale nella colonizzazione, in tempi antichi, di molte isole oceaniche. A partire dalla fine del XIX secolo l'outrigger ha cominciato a svilupparsi e diffondersi nel mondo come sport organizzato.

## Nome
Nell'area del Pacifico la canoa polinesiana viene chiamata Va'a (in Polinesia francese) o varianti (Wa'a Hawaii, Waka Ama in Nuova Zelanda). Nei paesi di lingua inglese il nome usato più spesso è outrigger canoe; dalla parola "outrigger" prendono il nome diverse associazioni sportive o competizioni internazionali.

## Diffusione e storia

### Origini
La canoa con bilanciere prende il nome dalla Polinesia perché è in questa zona del mondo che si trovano la più grande varietà di forme e la più grande diffusione di questo genere di imbarcazione. Tuttavia, lo stesso tipo di imbarcazioni si trova in numerose altre zone del mondo, incluso l'Oceano Indiano, fra Africa orientale, Comore, Maldive e India. Poiché queste regioni hanno una cultura più antica di quella di Samoa (da cui partirono le migrazioni verso la Polinesia), alcuni suppongono che la canoa polinesiana sia in realtà nata fra Africa e Asia. Altri sostengono che possa essere di origine indonesiana, ed essersi diffusa da qui sia verso ovest che verso Samoa, la Micronesia e la Melanesia.
Trovare elementi definitivi a favore dell'una o dell'altra tesi, o ricostruire altri elementi della storia della canoa, è comunque molto difficile; sia a causa della deperibilità dei materiali (principalmente tronchi d'albero e altri materiali vegetali) sia perché le culture che la usavano non avevano la scrittura. Le informazioni di cui disponiamo sono quindi ricavate in gran parte dalla tradizione orale di questi popoli, o da graffiti e altre testimonianze pittoriche (in particolare nelle Hawaii).
In ogni caso, l'importanza della canoa nella cultura tradizionale delle "popolazioni oceaniche" è indiscutibile, ed è ovviamente legata dalla memoria storica dei viaggi in canoa attraverso cui l'Oceano stesso fu "colonizzato" nei tempi antichi. In Nuova Zelanda, per esempio, molti Maori tramandano ancora oggi alle nuove generazioni il ricordo del nome della canoa sulla quale gli antenati arrivarono ad "Aotearoa" (la "Terra della Lunga Nuvola Bianca").

### La canoa polinesiana come sport
I popoli del Pacifico hanno utilizzato le canoe per competizioni e gare fin dall'antichità. I coloni europei in alcuni casi mantennero questa tradizione; alla fine del XVIII secolo, per esempio, si tenevano nella colonia francese di Tahiti gare di canoa commemorative la presa della Bastiglia, il 14 luglio. In altri casi gli stessi europei interruppero tradizioni probabilmente antichissime; nelle Hawaii, per esempio le gare di canoa furono vietate a partire dal 1820, con l'arrivo dei missionari di Boston, che le bandirono come immorali anche a causa del grande movimento di scommesse che alimentavano.
La canoa polinesiana come sport (nell'accezione moderna del termine) ha le proprie origini nelle Hawaii. Nel 1875 re David Kalakaua salì al trono delle Hawaii. Kalakaua favorì la riscoperta delle tradizioni hawaiiane: danze, canti tradizionali, e sport acquatici (canoa, vela, surf). Nel 1908 venne fondata la prima associazione di canoa, lo Outrigger Canoe Club of Hawaii. Poco tempo dopo fu fondato il club di surfisti di Hui Nalu e dal 1910 questi due gruppi iniziarono a sfidarsi in gare di canoa. A partire da questo storico nucleo nelle Hawaii, la canoa polinesiana si trasformò gradualmente in uno sport organizzato. La prima vera e propria regata si disputò nel 1922; a partire dagli anni quaranta si iniziò a discutere della necessità di creare un regolamento "ufficiale". Con questa missione nacque nel 1950 la "Hawaiian Canoe Racing and Surfing Association", in seguito Hawaiian Canoe Racing Association (HCRA). Oggi l'outrigger è lo sport nazionale hawaiiano, con oltre 7000 atleti e 60 associazioni dedicate.

### Diffusione dello sport
Dalle Hawaii, lo sport della canoa polinesiana si diffuse in gran parte del Pacifico, finendo per raccogliere appassionati in tutto il mondo. Fra i paesi che praticano in misura significativa questo sport si possono citare l'Australia, la Nuova Zelanda, il Sudafrica, la California, l'Oregon, il Canada, le Isole Cook, l'Isola di Pasqua, le Figi, Samoa, Guam, Tonga, le Isole Marianne, la Nuova Caledonia, Tahiti, Hong Kong, ma anche paesi europei come Gran Bretagna, Francia, Germania, Ungheria, Austria, Svezia e la stessa Italia. Anche alcuni gruppi di nativi americani sono molto presenti in questa disciplina sportiva (per esempio la Nazione di Stahlo e il Comitato Nativo di Partecipazione canadese).

### L'evoluzione della canoa

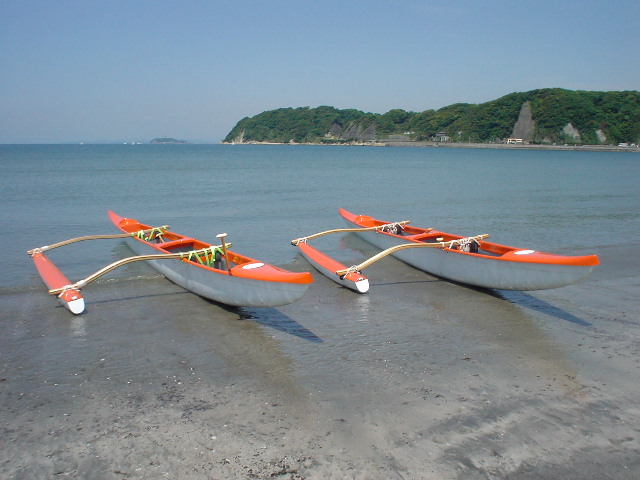
Canoe "outrigger" moderne

Contemporaneamente al processo che trasformò la gara di canoa in uno sport, anche l'imbarcazione stessa mutò gradualmente. Se le prime gare si disputavano usando canoe progettate per la pesca, fra la fine del XIX secolo e l'inizio del XX furono commissionate le prime canoe da gara. La prima in assoluto fu realizzata per il principe Kuhio delle Hawaii; pesava 280 kg per meno di 12 m di lunghezza, e vinse tutte le competizioni dal 1907 al 1910. Nel 1933, a Kailua-Kona (nell'Isola di Hawaii), James Takeo-Yamasaki realizzò la storica canoa "Malia" (letteralmente "acqua calma"), sul cui modello è basata la canoa polinesiana moderna. Era in legno di koa, pesava 182 kg ed era lunga 12 m. La storia di questa imbarcazione fu decisamente avventurosa. Negli anni trenta e quaranta passò di proprietario in proprietario; nel 1950 la prua fu modifica da Wally Froiseth, George Downing e Rudy Choy; nel biennio 1952-1954 vinse tredici competizioni ufficiali consecutive; altri trofei vennero negli anni successivi.
Nel 1959, Tom Johnson e Noah Kalama realizzarono una nuova "Malia" in fibra di vetro, da un calco della Malia originale. Questo nuovo modello di Malia fece incetta di trofei negli anni sessanta e settanta. I nuovi materiali permisero la produzione in serie e quindi la diffusione di queste imbarcazioni presso il grande pubblico.
Il passaggio ai materiali plastici e alla produzione industriale delle canoe furono fortemente criticati dagli hawaiiani, che ancora oggi tendono a disprezzare le canoe realizzate con materiali diversi dal koa originale. Oggi esiste una categoria a parte per le canoe in koa, che non gareggiano contro le canoe in fibra.
La Malia rimase il modello dominante incontrastato di canoa polinesiana per molto tempo. Negli anni settanta apparvero nelle competizioni canoe di origine tahitiana, più leggere e strette, dette Rockets ("razzi") per la loro velocità, nettamente superiore a quella dei modelli usati in precedenza. Sulla scorta di questa esperienza, l'HCRA nel 1978 introdusse una regolamentazione (prima mancante) relativa ai limiti minimi e massimi di lunghezza e peso delle canoe da competizione. Da queste regole derivò una nuova generazione di canoe, ibridazione fra la Malia hawaiiana e il Rocket tahitiano. Fra i modelli più celebri di questa classe di canoe ci sono lo Hawaiian Class Racer progettata da Joe Quigg e la Canoa Bradley progettata da Sonny Bradley. Più moderno è il modello Force 5 progettato da Walter Guild e Brent Bixler, ibridazione di Hawaiian Class Racer e Bradley.